# مدملیل
مدملیل جزو ایل بختیاری، شاخه هفت لنگ و از باب بابادی است . این طایفه از سه تیره جانعلی‌وند، خدادادوند، شامصیروند و دو تیره الحاقی به نام‌های آلکووند و  مقام رهی تشکیل شده است.

## سکونتگاه‌ها
ییلاق تیره شامصیروند در  سورشجان و ییلاق تیرهای جانعلی‌وند، خداداوند، مقام رهی و عالکووند در  خانمیرزا و شهر ناغان که همگی از توابع استان چهارمحال و بختیاری می‌باشند.
قشلاق مدملیل، در شهرستان اندیکا و شهر گلگیر و کوه آسماری از توابع شهرستان مسجدسلیمان استان خوزستان هستند.

## تقسیمات
طایفه مدملیل منشعب از قبیله بزرگ راکی است که از سه تیره اصلی و دوتیره الحاقی تشکیل شده‌است.
- جانعلی‌وند
- شامصیروند
- خدادادوند
- عالی کوه وند (شهماروند- اسیوند)